# غواصة يو بي-64
يو بي-64 غواصة ألمانية من فئة يو بي3 خدمت في البحرية الإمبراطورية الألمانية خلال الحرب العالمية الأولى.